# Matsitama
Matsitama – wieś w Botswanie w dystrykcie Central. Według spisu ludności z 2011 roku wieś liczyła 1309 mieszkańców.